# Basket Femminile Milano
Il Basket Femminile Milano è stata una società di pallacanestro femminile italiana di Milano, e poi trasferitasi a Cinisello Balsamo, nella provincia milanese, fondata nel 1931 e che ha cessato l'attività federale nel 1992. Nella sua storia ha conquistato uno scudetto, quattro volte la Coppa Italia e una Coppa Ronchetti.

## Storia

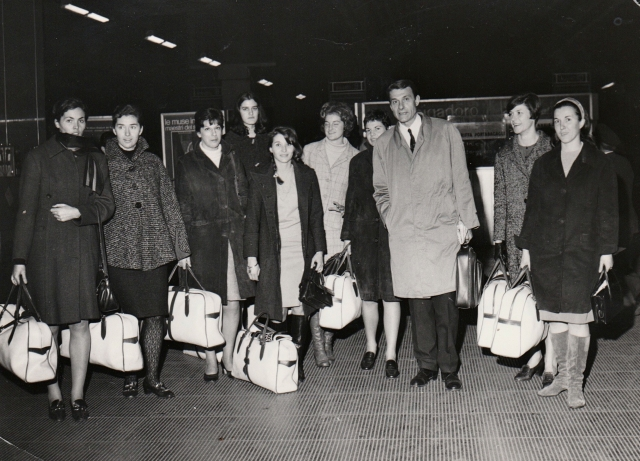
L'allenatore Romano Forastieri e la formazione della Standa Milano nei primi anni settanta del XX secolo.

La società viene creata nel 1938 come emanazione del CRAL aziendale della Standa, grande magazzino fondato a Milano nel 1931, da Franco Monzino, originariamente col nome "Società Anonima Magazzini Standard".
Agli inizi degli anni cinquanta la squadra fa il suo esordio nei campionati maggiori, e nella stagione 1955-56 conquista il passaggio dalla Serie B alla massima serie.
L'arrivo in squadra di Liliana Ronchetti, maggiore esponente italiano della pallacanestro femminile del decennio, e della realizzatrice Maria Pia Mapelli conducono la formazione negli anni successivi ai vertici di categoria.
Nel decennio successivo la Standa Milano conquista sempre il posto d'onore nel campionato; tra i vari allenatori che si succedono giunge Romano Forastieri, nel 1967,  esonerato dall'All'Onestà Milano. L'allenatore rimane alla guida della squadra fino al 1972, cedendo il ruolo a Zigo Vasojevic che permette la conquista dell'unico scudetto della squadra milanese, nella stagione 1972-1973.
Nel 1978 la società venne acquistata dalla GBC di Jacopo Castelfranchi, cambiando sponsor principale, e venendo allenata da Gianni Giannello.

## Cronistoria
| Cronistoria del Basket Femminile Milano |
| --- |
| - 1954-1955 · Magazzini Standa, 1ª nel Girone B di Serie B, 3ª nel girone finale. - 1955-1956 · Standa, 1ª nel Girone A di Serie B, 2ª nel girone finale, vince lo spareggio, promossa in Serie A. - 1956-1957 · Magazzini Standa, 7ª in Serie A - 1957-1958 · Magazzini Standa, 6ª in Serie A - 1958-1959 · Magazzini Standa, 3ª in Serie A - 1959-1960 · Magazzini Standa, 3ª in Serie A - 1960-1961 · Standa, 1ª nel Girone A di Serie A, 3ª nel girone finale. - 1961-1962 · Standa, 2ª nel Girone C di Serie A, 2ª nel Girone A di seconda fase. - 1962-1963 · Standa, 2ª in Serie A. - 1963-1964 · Standa, 3ª in Serie A. - 1964-1965 · Standa, 3ª in Serie A. - 1965-1966 · Standa, 2ª in Serie A. - 1966-1967 · Standa, 3ª in Serie A. - 1967-1968 · Standa, 2ª in Serie A. - 1968-1969 · Standa, 2ª in Serie A. Vince la Coppa Italia (1º titolo). - 1969-1970 · Standa, 2ª in Serie A. - 1970-1971 · Standa, 4ª in Serie A. Vince la Coppa Italia (2º titolo). - 1971-1972 · Standa, 2ª in Serie A Vince la Coppa Italia (3º titolo). - 1972-1973 · Standa, 1ª in Serie A, campionessa d'Italia (1º titolo). - 1973-1974 · Standa, 2ª in Serie A Vince la Coppa Italia (4º titolo). - 1974-1975 · Standa, 4ª in Serie A. Sedicesimi di finale di Coppa Ronchetti. - 1975-1976 · Standa, 2ª in Serie A. - 1976-1977 · Standa, 3ª nel Girone B di Serie A, 6ª nella Poule Scudetto. - 1977-1978 · Sorgente Alba, 5ª nel Girone B di Serie A, 1ª nella Poule Salvezza. - 1978-1979 · Sorgente Alba, 3ª nel Girone B di Serie A, 2ª nella Poule Scudetto. - 1979-1980 · GBC, 2ª nel Girone B di Serie A, 4ª nella Poule Scudetto. - 1980-1981 · GBC, 2ª nel Girone A di Serie A1, 3ª nella Poule Scudetto, quarti di finale play-off. - 1981-1982 · GBC, 4ª nel Girone B di Serie A1, 5ª nella Poule Finale, semifinalista play-off. - 1982-1983 · GBC, 1ª nel Girone A di Serie A1, 2ª nella Poule Finale, finalista play-off. - 1983-1984 · GBC, 1ª nel Girone B di Serie A1, 1ª nella Poule Finale, finalista play-off. - 1984-1985 · Hermes, 2ª nel Girone A di Serie A1, 5ª nella Poule Finale, semifinalista play-off. - 1985-1986 · Deborah, 3ª nel Girone A di Serie A1, 2ª nella Poule Finale, finalista play-off. - 1986-1987 · Deborah, 2ª in Serie A1, finalista play-off. Finalista di Coppa Ronchetti. - 1987-1988 · Deborah, 2ª in Serie A1, finalista play-off. Finalista di Coppa Ronchetti. - 1988-1989 · Deborah, 1ª in Serie A1, finalista play-off. Finalista in Coppa Ronchetti. - 1989-1990 · Gemeaz, 3ª in Serie A1, semifinalista play-off. Semifinalista in Coppa Ronchetti. - 1990-1991 · Gemeaz, 4ª in Serie A1, quarti di finale play-off. Vince la Coppa Ronchetti (1º titolo). - 1991-1992 · Gemeaz, 16ª in Serie A1, retrocessa in Serie A2. |

## Sponsor principali
- Magazzini Standard (1931-1987)
- Standa (1938-1987)
- Sorgente Alba (1976-1980)
- GBC (1980-1984)
- Hermes (1984-1987)
- Deborah (1986-1987)
- Gemeaz (1987-1992)

## Palmarès

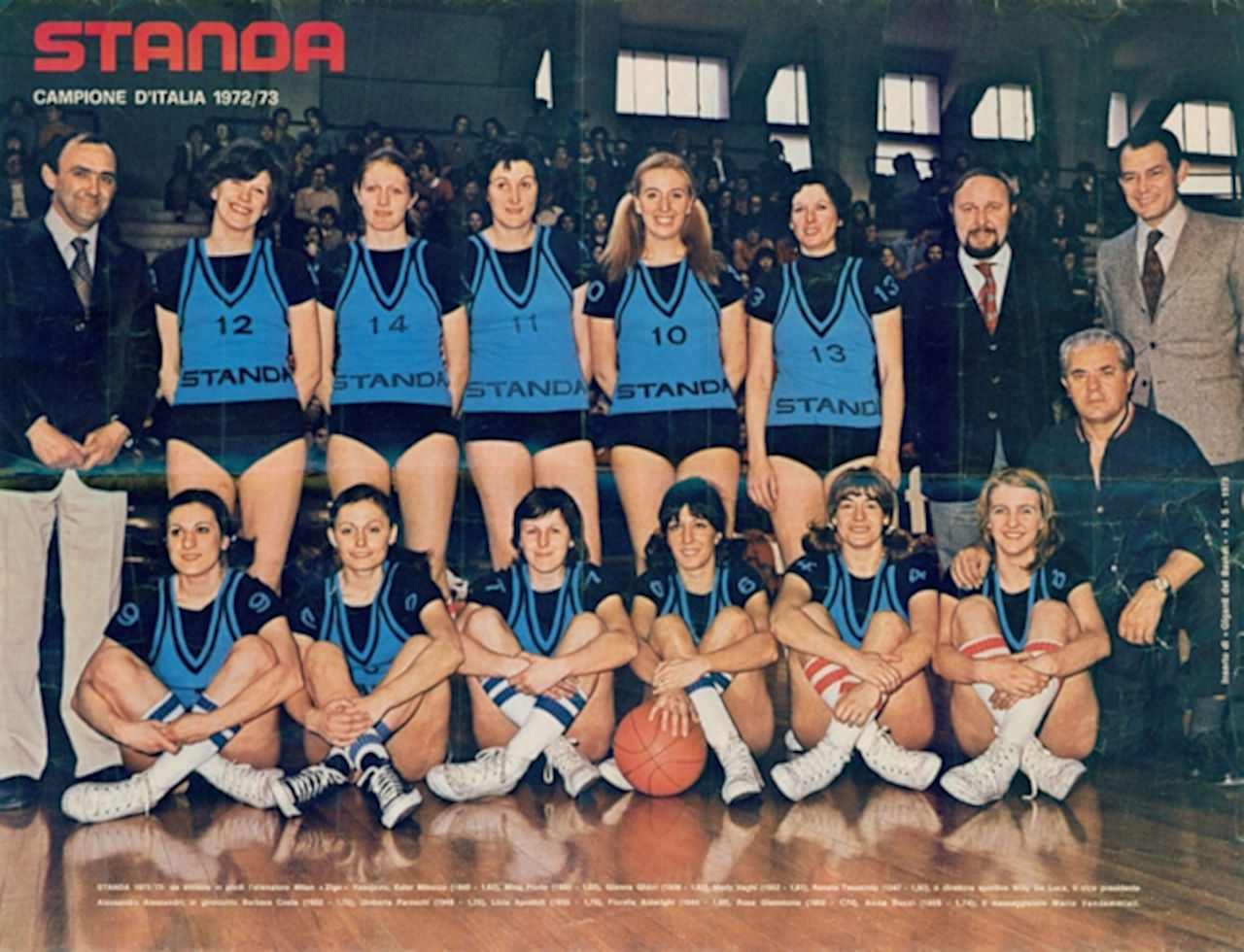
La Standa Milano campione d'Italia 1972-1973

- Campionato italiano: 1

1972-1973
- Coppa Italia: 4

1969, 1971, 1972, 1974
- Coppa Ronchetti: 1

1991